# 竹寿镇
竹寿镇，是中华人民共和国四川省凉山彝族自治州宁南县下辖的一个乡镇级行政单位。2019年12月，撤销新华镇、松林镇和梁子乡，将原新华镇、原松林镇和原梁子乡元宝村1至3组所属行政区域划归竹寿镇管辖。

## 行政区划
竹寿镇下辖以下地区：
山王庙社区、联合村、长征村、红旗村、阳甸村和东风村。